# Aermacchi MB-326

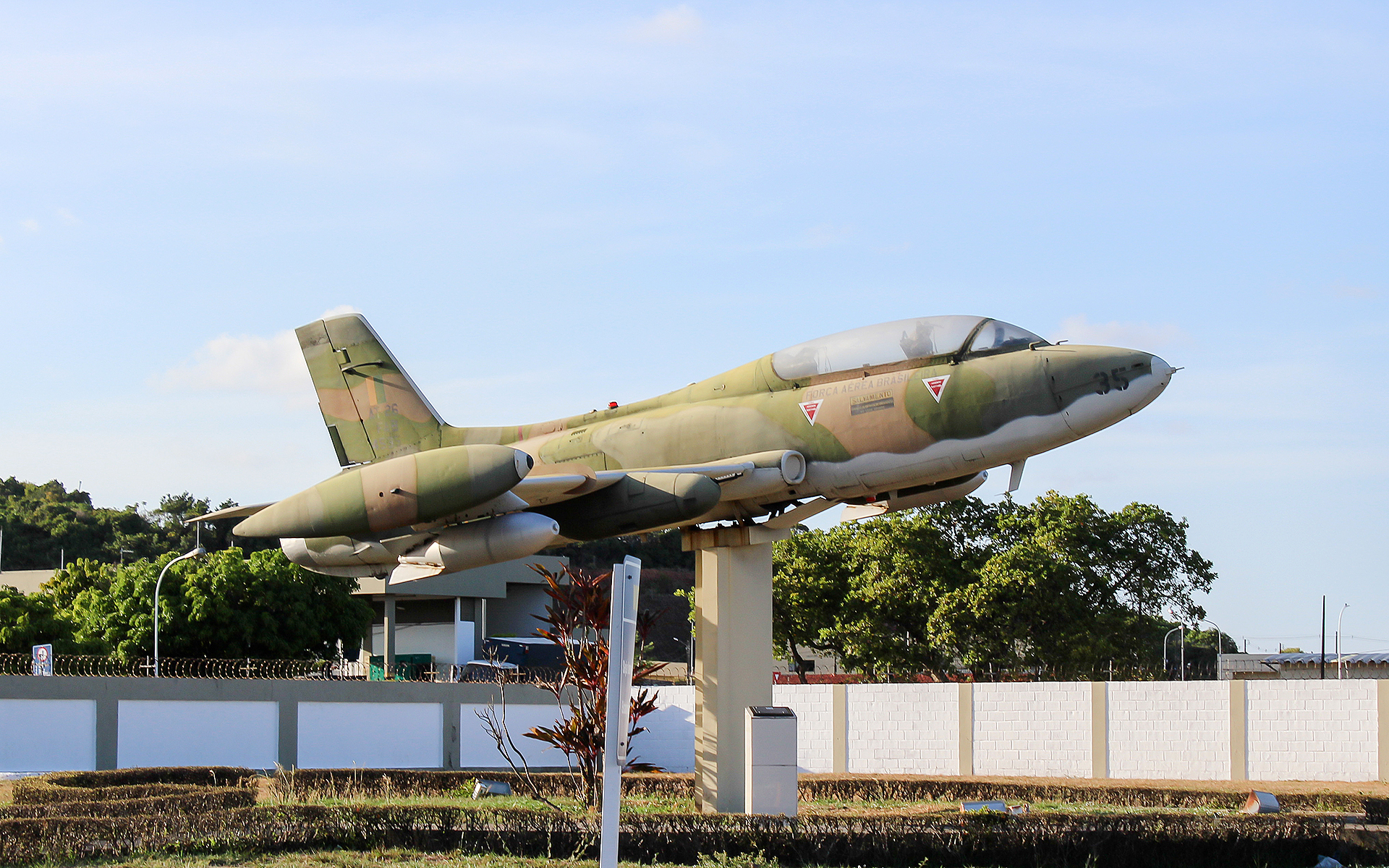

O Aermacchi MB-326 é uma aeronave monomotora a jato para o treinamento militar, desenvolvida pela companhia italiana Aermacchi, tendo seu primeiro voo ocorrido em 10 de dezembro de 1957.
Vários modelos de caças supersônicos entravam em operação em todo mundo, quando a Aermacchi percebeu o potencial de mercado para uma aeronave de treinamento a jato, a fim de fazer a conversão operacional dos pilotos.
Concorreu com o Cessna T-37 e o BAC Jet Provost. Foram construídas 778 unidades do MB-326, para treze países.
Fabricado sob licença na Austrália, Brasil e África do Sul, o MB-326 alcançou sucesso por seu baixo custo de produção e operação, sendo uma aeronave versátil, ágil e manobrável.  Por estas qualidades, foram também desenvolvidas versões para ataque ao solo.
Foi utilizado pela Força Aérea Italiana até 1981, até ser substituído pelo Aermacchi MB-339.

## Projeto
O primeiro protótipo do MB-326 era equipado com um turbojato Piaggio Rolls-Royce Bristol Siddeley Viper 8, com apenas 785 kgf de potência. Era uma aeronave de asa baixa e desenho convencional. O segundo protótipo recebeu uma turbina Viper 11 de 1.134 kgf.
Muitas modificações foram aplicadas ao projeto inicial de acordo com as necessidades dos operadores.

### Variantes

Aeronave Xavante da Força Aérea Brasileira.

- MB-326 – aeronave de treinamento avançado com dois assentos em tandem.
- MB-326A – versão com alterações nos aviônicos. 12 aeronaves foram produzidas para a Itália.
- MB-326B – aeronave de treinamento e caça de ataque leve, seis pontos de fixação de armamentos.  Produzido para a Tunisia.
- MB-326C – versão especialmente projetada para a transição operacional para o Lockheed 104 Starfighter, que não chegou a ser montada.
- MB-326D – versão de treinamento para a aviação civil. Quatro aeronaves construídas para a Aeritalia.
- MB-326E – aeronave de treinamento e caça de ataque leve semelhante a MB-326-B. Seis construídas para a Itália.
- MB-326F – aeronave de treinamento e caça de ataque leve semelhante a MB-326-B para exportação. Nove construídas para Gana.
- MB-326G – aeronave de treinamento e caça de ataque ao solo com maiores alterações. Maior ênfase nas capacidades de ataque. Possui uma turbina Viper 20 Mk 540 e célula modificada. Serviu de base para diversas outras versões.
  - MB-326GB – O EMBRAER/AERMACCHI EMB-326 GB é um avião de treinamento para dois tripulantes que voou pela primeira vez em 1957. Produzido sob licença da Aermacchi italiana, foi fabricado na África do Sul, Austrália e Brasil. Participou de vários conflitos, incluindo a Guerra das Malvinas em 1982. A Força Aérea Brasileira operou o "Xavante", seu primeiro jato de combate, de 1971 a 2010. O modelo em exposição, matrícula FAB 4462, foi o primeiro produzido pela EMBRAER e está no Museu Aeroespacial desde 2012.
  - MB-326GC –Variante do M.B. 326GB, construída no Brasil pela EMBRAER, como EMB.326GB. Foram construídas 182 unidades
- MB-326H – aeronave de treinamento para a Austrália. Utiliza a turbina Viper 11. Construída sob licença na Austrália pela Commonwealth Aircraft. Designado pela empresa como CA-30.
- MB-326K – aeronave monoposta de ataque ao solo baseada na estrutura do MB-326GB, mas com a turbina Viper Mk 642-43. Foram feitos apenas dois protótipos.
  - MB-326KC – aeronave monoposta de ataque ao solo fabricado sob licença pela Atlas Aircraft na África do Sul como Impala II. Ao contrário do MB-326K, usa a turbina Viper 20 Mk 540, também usado no Impala I.
  - MB-326KB – aeronave monoposta de ataque ao solo para o Zaire. Seis construídas.
  - MB-326KD – aeronave monoposta de ataque ao solo para os Emirados Árabes. Três construídas.
  - MB-326 kg – aeronave monoposta de ataque ao solo para Gana. Quatro construídas.
  - MB-326KT – aeronave monoposta de ataque ao solo para Tunisia. Sete construídas.
- MB-326L – Aeronave biposta de treinamento desenvolvida a partir do MB-326K.
  - MB-326LD – aeronave de treinamento para os Emirados Árabes. Duas construídas.
  - MB-326LT – aeronave de treinamento para a Tunisia. Quatro construídas.
- MB-326M – aeronave biposta de treinamento desenvolvida a partir do MB-326B, mas com a turbina Viper 20 Mk 540. Construída sob licença pela Atlas na África do Sul com a designação Impala I.
- MB-326RM – cinco aeronaves italianas convertidas para aeronaves de contra-medidas eletrônicas.

## Experiência em combate
Na África do Sul, o Impala operou em missões de penetração ao território angolano na Guerra da Namíbia, atuando contra aeronaves de origem soviética.

## No Brasil

### Xavantes

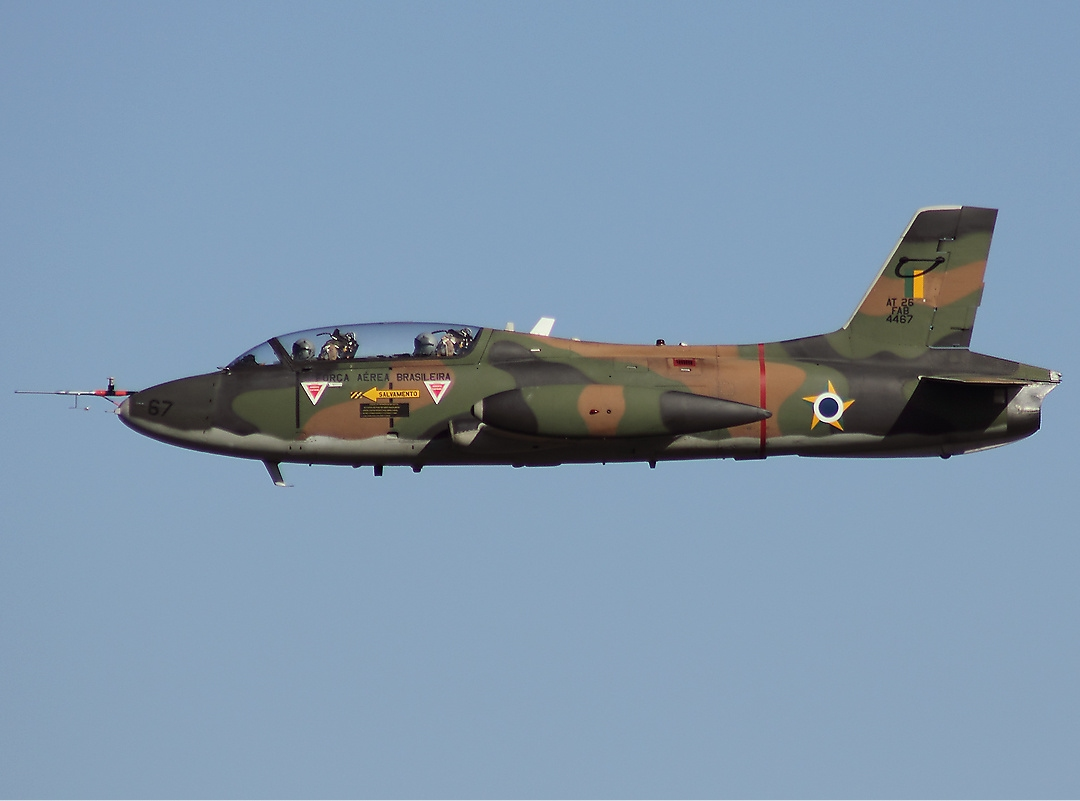
Embraer AT-26 Xavante da Força Aérea Brasileira.

Junto com a compra de uma nova aeronave supersônica, que viria a ser o Mirage III, havia a necessidade de selecionar uma aeronave de treinamento para a conversão operacional. Com recursos disponíveis e a vontade de desenvolver uma indústria aeronáutica no Brasil, a FAB procurou uma aeronave adequada e que oferecesse condições contratuais vantajosas que permitissem a sua construção no país. A escolha recaiu sobre o Aermacchi MB-326. Essa encomenda e a fabricação do Bandeirante possibilitaram o início da Embraer. A versão brasileira do MB-326GB foi denominada EMB-326 Xavante pela Embraer e AT-26 pela FAB, indicando sua dupla função de ataque e treinamento.
Os Xavantes entraram em operação em 1972 e continuaram em produção até 1981. Foi o primeiro avião a reação construído em série no Brasil. 166 unidades foram destinadas à Força Aérea Brasileira, sendo as demais exportadas para o Togo (6 unidades) e o Paraguai (10 unidades).  Onze aeronaves usadas foram doadas para a Marinha da Argentina, para repor as perdas decorrentes da Guerra das Malvinas.
O número de aeronaves adquiridas permitiu equipar vários esquadrões de ataque da FAB, além de sua função na formação de pilotos. Com o tempo, o número de aeronaves disponíveis diminuiu, estando todas as restantes integradas ao 1º/4º Gav, cuja função é ministrar o curso de líder de esquadrilha.

### Impalas
Diante do alto custo dos treinadores avançados modernos, a FAB optou por estender a vida operacional de sua frota de Xavantes.  Para tanto, adquiriu peças de reposição, motores e até aeronaves (para servirem como fonte de peças) da África do Sul.O biposto Xavante e o monoposto Impala II utilizam o mesmo motor.
As aeronaves recebidas estavam em excelente estado, e a FAB resolveu colocar em operação 11 das 14 adquiridas, que foram designadas pela FAB como AT-26A.
Ao contrário da versão brasileira, o Impala II está equipado com metralhadoras fixas (os Xavantes precisam usar casulos de metralhadoras) e equipamentos de auto-defesa (chafts, flares e detecção de iluminação por radar). O Impala II tinha a capacidade de lançar alguns tipos de mísseis sul-africanos, como o V3-B, mas estes já foram retirados de operação.

### Desativação
No dia 2 de dezembro de 2010 houve a desativação de dez aviões Xavantes pela FAB durante cerimônia presidida pelo Comandante da Aeronáutica (FAB), Tenente-Brigadeiro-do-Ar Juniti Saito.
Em abril de 2013 os últimos quatro Xavantes restantes no estoque da FAB foram retirados dos cursos de formação e treinamento, conduzidos pelo Grupo Especial de Ensaios em Voo. Em setembro do mesmo ano a aeronave foi aposentada definitivamente pela FAB, sendo substituída pelo EMB-314 - Super Tucano.

## Operadores
- Argentina
- Austrália
- Brasil (Saiu de operação)
- Camarões
- República Democrática do Congo
- Gana
- Itália
- Paraguai
- África do Sul
- Togo
- Tunísia
- Emirados Árabes Unidos
- Zaire
- Zâmbia